# Bobby Lohse
Bobby Roy Lohse (Mölndal, 3 de fevereiro de 1958) é um velejador sueco, medalhista olímpico. Ele competiu nos Jogos Olímpicos de Verão de 1996 na classe Star e conquistou a medalha de prata ao lado de Hans Wallén. Juntos, ambos também conseguiram a prata no Campeonato Mundial de 1993 em Kiel.